# Y (SAB)
Y är ett signum i SAB.

## YMusikinspelningar
- Ya Musikteori
- Yb Musikhistoria (periodindelning enligt K (SAB))
- Yc Soloverk
- Yd Tangentinstrument
  - Yda Piano
    - Ydaz Särskilda pianoinstrument

  - Ydb Orgel
    - Ydbb äldre orgeltyper
    - Ydbz övriga särskilda orgelinstrument

  - Ydc Cembaloinstrument
  - Ydd Klavikord
  - Ydi Elektriska tangentinstrument (keyboard)
  - Ydz Övriga särskilda tangentinstrument
- Ye Stråkinstrument
  - Yea Violin
    - Yeaa Violin(er) utan ackompanjemang
    - Yeai Violin och tangentinstrument
    - Yeaz Särskilda violininstrument

  - Yeb Viola
    - Yebz Särskilda violainstrument

  - Yec Cello
  - Yed Kontrabas
  - Yee Gamba
  - Yeg Nyckelharpa
  - Yez Övriga särskilda stråkinstrument
- Yf Blåsinstrument
  - Yfa Flöjt
    - Yfaa Flöjt(er) utan ackompanjemang
    - Yfai Flöjt och tangentinstrument
    - Yfaz Särskilda flöjter

  - Yfb Blockflöjt
  - Yfc Oboe
    - Yfca Engelskt horn
    - Yfcl Altoboe

  - Yfd Klarinett
    - Yfdl Bassetthorn

  - Yfe Saxofon
  - Yff Fagott
  - Yfg Trumpet
    - Yfgl Kornett

  - Yfh Horn (valthorn)
  - Yfi Trombon (basun)
  - Yfj Tuba
  - Yfk Dragspel
    - Yfkz Särskilda dragspel

  - Yfl Säckpipa
  - Yfm Munspel
  - Yfz Övriga särskilda blåsinstrument
- Yg Knäppinstrument
  - Yga Harpa
  - Ygb Gitarr
    - Ygbi Elgitarr
      - Ygbib Elbas

    - Ygbz Övriga särskilda gitarrer

  - Ygc Mandolin
    - Ygcz Särskilda mandoliner

  - Ygd Luta
    - Ygdc Bouzouki
    - Ygdz Övriga särskilda lutinstrument

  - Yge Citterinstrument
    - Ygea Cittra
    - Ygeo Kantele
    - Ygez övriga särskilda citterinstrument

  - Ygf Balalajka
  - Ygg Banjo
  - Ygz Övriga särskilda knäppinstrument
- Yh Slagverk och strykidiofoner
  - Yha Trumma och puka
  - Yhc Klockor och klockspel
  - Yhe Vibrafon
  - Yhf Xylofon
  - Yhg Marimba
  - Yhh Hackbräde (cimbalom)
  - Yhk Slagverksgrupp
  - Yhs Strykidiofoner
    - Yhsz Särskilda strykidiofoner

  - Yhz Övriga särskilda slaginstrument
- Yi Elektriska musikinstrument
  - Yia Ondes Martenot
  - Yib Synthesizer
  - Yiz övriga särskilda elektriska musikinstrument
- Yj Mekaniska musikinstrument
  - Yja Klockspel
    - Yjai Elektroniska klockspel

  - Yjb Speldosor och spelur
  - Yjc Positiv, gatuorgel m.m.
  - Yjd Självspelande piano, pianola m.m.
  - Yjz Övriga särskilda mekaniska musikinstrument
- Yk Instrumentalensembler
  - Ykd Ensembler med tangentinstrument
    - Ykdd Tangentinstrument och annat tangentinstrument
    - Ykde Tangentinstrument och flera stråkinstrument
      - Ykdea Pianotrio
      - Ykdeb Pianokvartett
      - Ykdec Pianokvintett
      - Ykdf Tangentinstrument och flera blåsinstrument
      - Ykdg Tangentinstrument och knäppinstrument

  - Yke Ensembler med stråkinstrument
    - Ykee Enbart stråkinstrument
      - Ykeea Stråktrio
      - Ykeeb Stråkkvartett

    - Ykef Stråkinstrument och blåsinstrument

  - Ykf Ensembler med blåsinstrument
    - Ykff Träblåsensembler
      - Ykffa Blåskvartett
      - Ykffb Blåskvintett

    - Ykfg Bleckblåsensembler (brassensembler)
      - Ykfga Brasskvintett
      - Ykfgb Brassextett

  - Ykg Ensembler med knäppinstrument
    - Ykge Knäppinstrument och stråkinstrument
    - Ykgf Knäppinstrument och blåsinstrument

  - Ykh Ensembler med slagverk och ett eller flera andra instrument
  - Yki Ensembler med elektroakustiska inslag
  - Ykk Ensembler för historiska instrument
  - Yko Ensembler med vokala inslag
  - Ykv Ensembler med valfria instrument
- Yl Orkestrar
  - Ylb Orkester med konserterande soloinstrument
    - Ylba Concerti grossi och orkesterkonserter
    - Ylbb Musik för flera instrument av helt olika art
    - Ylbd Tangentinstrument och orkester
      - Ylbda Piano och orkester
      - Ylbdb Orgel och orkester
      - Ylbdc Cembalo och orkester

    - Ylbe Stråkinstrument och orkester
      - Ylbea Violin och orkester
      - Ylbeb Viola och orkester
      - Ylbec Violoncell och orkester
      - Ylbed Kontrabas och orkester
      - Ylbee Gamba och orkester
      - Ylbeg Nyckelharpa och orkester

    - Ylbf Blåsinstrument och orkester
      - Ylbfa Flöjt och orkester
      - Ylbfb Blockflöjt och orkester
      - Ylbfc Oboe och orkester
      - Ylbfd Klarinett och orkester
      - Ylbfe Saxofon och orkester
      - Ylbff Fagott och orkester
      - Ylbfg Trumpet och orkester
      - Ylbfh Horn och orkester
      - Ylbfi Trombon och orkester
      - Ylbfj Tuba och orkester
      - Ylbfk Dragspel och orkester
      - Ylbfl Säckpipa

    - Ylbg Knäppinstrument och orkester
      - Ylbga Harpa och orkester
      - Ylbgb Gitarr och orkester
      - Ylbgc Mandolin och orkester
      - Ylbgd Luta och orkester
      - Ylbge Citterinstrument och orkester
      - Ylbgf Balalajka och orkester
      - Ylbgg Banjo och orkester

    - Ylbh Slagverk eller strykidiofoner och orkester
      - Ylbhc Klockspel och celesta och orkester
      - Ylbhe Vibrafon och orkester
      - Ylbhf Xylofon och orkester
      - Ylbhg Marimba och orkester
      - Ylbhs Strykidiofoner

    - Ylbi Elektriska instrument och orkester
    - Ylbj Mekaniska instrument och orkester

  - Ylc Kammarorkestrar
    - Ylca Kammarorkestrar utan blåsare
    - Ylcb Kammarorkestrar med blåsare
    - Ylcc Salongsorkestrar

  - Yld Stor stråkorkestrar
  - Yle Symfoniorkestrar
  - Ylf Blåsorkestrar
    - Ylfa Militärorkestrar
    - Ylfb Brassband

  - Ylv Orkestrar med valfria instrument
  - Ylz Specialorkestrar
- Ym Instrumentalmusik: särskilda former
  - Yma Symfoniska verk
  - Ymb Instrumentalkonserter
    - Ymba Concerti grossi, orkesterkonserter
    - Ymbb Konserter med flera instrument av helt olika art
    - Ymbd Konserter för tangentinstrument och orkester
      - Ymbda Konserter för piano och orkester
      - Ymbdb Konserter för orgel och orkester
      - Ymbdc Konserter för cembalo och orkester

    - Ymbe Konserter för stråkinstrument och orkester
      - Ymbea Konserter för violin och orkester
      - Ymbeb Konserter för viola och orkester
      - Ymbec Konserter för violincell och orkester
      - Ymbed Konserter för kontrabas och orkester
      - Ymbee Konserter för Gamba och orkester
      - Ymbeg Konserter för nyckelharpa och orkester

    - Ymbf Konserter för blåsinstrument och orkester
      - Ymbfa Konserter för flöjt och orkester
      - Ymbfb Konserter för blockflöjt och orkester
      - Ymbfc Konserter för oboe och orkester
      - Ymbfd Konserter för klarinett och orkester
      - Ymbfe Konserter för saxofon och orkester
      - Ymbff Konserter för fagott och orkester
      - Ymbfg Konserter för trumpet och orkester
      - Ymbfh Konserter för horn och orkester
      - Ymbfi Konserter för trombon och orkester
      - Ymbfj Konserter för tuba och orkester
      - Ymbfk Konserter för dragspel och orkester
      - Ymbfl Konserter för säckpipa och orkester

    - Ymbg Konserter för knäppinstrument och orkester
      - Ymbga Konserter för harpa och orkester
      - Ymbgb Konserter för gitarr och orkester
      - Ymbgc Konserter för mandolin och orkester
      - Ymbgd Konserter för luta och orkester
      - Ymbge Konserter för citterinstrument och orkester
      - Ymbgf Konserter för balalajka och orkester
      - Ymbgg Konserter för banjo och orkester

    - Ymbh Konserter för slagverk och strykidiofoner och orkester
      - Ymbhc Konserter för klockspel och celesta och orkester
      - Ymbhe Konserter för vibrafon och orkester
      - Ymbhf Konserter för xylofon och orkester
      - Ymbhg Konserter för marimba och orkester
      - Ymbhs Konserter för strykidiofoner och orkester

    - Ymbi Konserter för elektriska instrument och orkester
    - Ymbj Konserter för mekaniska instrument och orkester

  - Ymc Divertimenti, serenader, sviter m.m.
    - Ymca Divertimenti
    - Ymcb Kassationer
    - Ymcc Serenader
    - Ymcd Sviter och partitor

  - Ymd Variationsverk
    - Ymda Passacaglior, chaconner, folior, divisions, ostinati etc.
    - Ymdb Koralbearbetningar
    - Ymdc Tema med variationer

  - Yme Overtyrer m.m.
    - Ymea Preludier

  - Ymf Symfoniska dikter och karaktärsstycken
    - Ymfa Symfoniska dikter
    - Ymfb Serenader från tiden efter ca 1800

  - Ymg Rapsodier, fantasier, etyder m.m.
    - Ymga Rapsodier
    - Ymgb Fantasier
    - Ymgc Etyder och capricer
    - Ymgd Parafraser
    - Ymge Sviter från tiden efter ca 1800

  - Ymh Danser och dansstycken
    - Ymha Symfoniska danser
    - Ymhz Särskilda dansformer

  - Ymi Marschmusik
    - Ymia Militärmarscher
    - Ymiz Övriga särskilda typer av marscher

  - Ymj Kanons, toccator, fugor, ricercari, tienti m.m.
  - Ymk Fria orkesterformer
  - Yml Sonater
  - Yms Sakral instrumentalmusik
- Yn Elektroakustisk (elektronisk) musik
  - Yna Elektroakustiska kompositioner
  - Ynb Elektroakustiska bearbetningar
  - Ync Elektroakustisk musik med instrumentala eller vokala inslag
  - Ynd Text- och ljudkompositioner
- Yo Solosång
  - Yoa Solosång: en röst
    - Yoaa Solosång: en röst utan ackompanjemang
    - Yoab Solosång: en röst och tangentinstrument
      - Yoaba Solosång: en röst och piano
      - Yoabb Solosång: en röst och orgel
      - Yoabc Solosång: en röst och cembalo

    - Yoac Solosång: en röst och knäppinstrument
      - Yoaca Solosång: en röst och harpa
      - Yoacb Solosång: en röst och gitarr
      - Yoacc Solosång: en röst och mandolin
      - Yoacd Solosång: en röst och luta

    - Yoad Solosång: en röst och annat instrument
    - Yoae Solosång: en röst och instrumentalensemble eller orkester
      - Yoaek Solosång: en röst och instrumentalensemble
      - Yoael Solosång: en röst och orkester

  - Yob Solosång: två röster
    - Yoba Solosång: två röster utan ackompanjemang
    - Yobb Solosång: två röster och tangentinstrument
    - Yobc Solosång: två röster och knäppinstrument
    - Yobd Solosång: två röster och annat instrument
    - Yobe Solosång: två röster och instrumentalensemble eller orkester
      - Yobek Solosång: två röster och instrumentalensemble
      - Yobel Solosång: två röster och orkester

  - Yoc Solosång: tre röster
  - Yod Solosång: fyra röster
  - Yoe Solosång: fem eller flera röster
- Yp Körsång
  - Ypa Unison sång med eller utan ackompanjemang
  - Ypb Flerstämmig körsång med instrumental och/eller orkesterackompanjemang
    - Ypba Damkör eller barnkör
      - Ypbaa Damkör
      - Ypbab Barnkör
      - Ypbac Gosskör

    - Ypbc Blandad kör
    - Ypbd Manskör

  - Ypc Flerstämmig körsång a cappella
    - Ypca Damkör eller barnkör a cappella
      - Ypcaa Damkör a cappella
      - Ypcab Barnkör a cappella
      - Ypcac Gosskör a cappella

    - Ypcc Blandad kör a cappella
    - Ypcd Manskör a cappella

  - Ypå Talkör
- Yq Vokalmusik: särskilda former
  - Yqa Oratorier
    - Yqaa Oratorier med profan text
    - Yqab Oratorier med religiös text

  - Yqb Kantater
    - Yqba Kantater med profan text
    - Yqbb Kantater med religiös text

  - Yqc Äldre vokalmusikformer
    - Yqca Vokalmusik från medeltiden
    - Yqcb Madrigaler
      - Yqcba 1300-talsmadrigaler
      - Yqcbb Madrigaler från renässansen
      - Yqcbc Madrigalkomedier

    - Yqcc Motetter
    - Yqcd Andra sånger från renässansen
    - Yqcz Övriga särskilda former

  - Yqd Passioner
  - Yqe Andra vokalverk med liturgisk eller biblisk text
    - Yqea Mässor
      - Yqear Requier

    - Yqeb Litanior
    - Yqec Cantica
    - Yqed Hymner, sekvenser antifoner etc
      - Yqedz Särskilda traditionella texter

    - Yqee Övriga bibeltexter
      - Yqeea Psaltarpsalmer
      - Yqeeb Lamentationer

  - Yqf Solistiska former efter ca 1600
    - Yqfa Solosång från barocken ca 1600–1750
    - Yqfb Konsertarior
    - Yqfc Religiösa solosånger och arior
    - Yqfd Lieder, romanser, Ballader och sångcykler
    - Yqfe Friare solistisk musik för soloröst

  - Yqg Nationella sånger
    - Yqga Nationalsånger
    - Yqgb Övriga nationella sånger

  - Yqh Visor
    - Yqhz Särskilda typer av populära sånger och visor

  - Yqj Barnvisor
    - Yqja Barnvisor
    - Yqjb Barnramsor
    - Yqjc Vaggvisor

  - Yqk Kanons
  - Yql Körmusik efter ca 1600
    - Yqla Körmusik från barocken ca 1600–1750
      - Yqlaa Körmusik från barocken ca 1600–1750 med profan text
      - Yqlab Körmusik från barocken ca 1600–1750 med religiös text

    - Yqlb Körmusik ca 1750–1950
      - Yqlba Körmusik ca 1750–1950 med profan text
      - Yqlbb Körmusik ca 1750–1950 med religiös text

    - Yqlc Modern körmusik efter ca 1950
      - Yqlca Modern körmusik efter ca 1950 med profan text
      - Yqlcb Modern körmusik efter ca 1950 med religiös text
- Yr Dramatisk och scenisk musik
  - Yra Musikinspelningar:operor
  - Yrb Musikinspelningar:operetter
    - Yrba Musikaler

  - Yrc Baletter
    - Yrca Jazz-baletter

  - Yrd Revyer
    - Yrda Spex

  - Yre Filmmusik och skådespelmusik
    - Yrea Filmmusik
    - Yreb Skådespelsmusik

  - Yrh Musik till melodramer och uppläsningar
    - Yrha Uppläsningar etc. med specialkomponerad musik
    - Yrhb Uppläsningar etc. med musik, ej specialkomponerad
    - Yrhc Uppläsningar etc. till improviserad musik
    - Yrhj Sagor, sagospel etc med specialkomponerad musik

  - Yrs Legendspel och mysteriespel
  - Yrt Multimediaverk
- Ys Religiös musik
  - Ysa Religiös musik: kristna samfund
    - Ysaa Religiös musik: romersk-katolska kyrkan
      - Ysaaa Mässa
      - Ysaab Tidegärd
      - Ysaac Hymner, sekvenser, troper, rimofficier m.m.

    - Ysab Religiös musik: grekisk-ortodoxa kyrkan
    - Ysac Bysantinsk kyrkomusik
    - Ysad Protestantisk kyrkomusik
    - Ysae Anglikansk kyrkomusik
    - Ysao Orientalisk kyrkomusik
      - Ysaop Koptisk och Etiopisk kyrkomusik

  - Ysb Religiös musik: icke-kristna religioner
    - Ysbd Religiös musik: islam
      - Ysbeb Religiös musik: hinduismen
      - Ysbec Religiös musik: buddhismen

    - Ysbi Religiös musik: judendomen
    - Ysbz Religiös musik: övriga religioner

  - Yse Koraler och psalmer
    - Ysea Koraler och psalmer: romersk-katolska kyrkan
    - Yseb Koraler och psalmer: grekisk-ortodoxa kyrkan
    - Ysed Koraler och psalmer: protestantiska kyrkor
    - Ysee Koraler och psalmer: anglikanska kyrkor
    - Yseo Koraler och psalmer: orientaliska kyrkor
      - Yseop Koraler och psalmer: koptiska och etiopiska kyrkor

  - Ysf Andliga sånger och visor
    - Ysfa Andliga schlager
    - Ysfb Andliga barnvisor
    - Ysfs Särskilda frikyrkosamfunds sångböcker

  - Ysg Gospels och negro spirituals
    - Ysga Traditionella negro spirituals och gospels
    - Ysgb Modern gospelsång
- Yu Västerländsk folkmusik
- Yv Icke-västerländska kulturers folkmusik
- Yx Jazz, rock och populärmusik
  - Yxa Jazz, rock och populärmusik: besättning
  - Yxb Ragtime
  - Yxc Jazz
    - Yxca Tidig jazz
    - Yxcb Swing och sweet
    - Yxcc Modern jazz
      - Yxcca Bebop
      - Yxccb Cool jazz och hardbop
      - Yxccc Progressiv jazz
      - Yxccd Fusion

  - Yxd New age
  - Yxf Blues
    - Yxfa Countryblues
    - Yxfb Classic blues
    - Yxfc City blues
    - Yxfd Rhythm and blues
    - Yxfe Soul, funk, hip-hop och rap
    - Yxff zydeco
    - Yxfz Blues: särskilda artister och ensembler

  - Yxg Nordamerikansk folkmusik utom blues
    - Yxga äldre nordamerikansk folkmusik
    - Yxgb Country & western

  - Yxn Rockmusik
    - Yxna Tidig rock
    - Yxnd 60-talets pop och rock
      - Yxnda Brittisk pop och rock
      - Yxndb Amerikansk pop och rock

    - Yxne 70-talets rock och framåt
      - Yxned Hårdrock
      - Yxnef Symfonirock
      - Yxneg Experimentell rock
      - Yxneh Punk
      - Yxnei Elektronisk rock

    - Yxng Folkrock
    - Yxnh Countryrock
    - Yxni Singers/songwriters (visrocksångare)
    - Yxnv Icke-västerländsk populärmusik av rocktyp
      - Yxnvb Calypso
      - Yxnvd Reggae
      - Yxnve Salsa

  - Yxp Populärmusik
    - Yxpb Schlager och evergreen
    - Yxpc Barbershop
    - Yxpd Lätta arrangemang av seriös musik

  - Yxq Dansmusik
    - Yxqa Gammaldans
    - Yxqb Modern dans från 1900-talet
- Yä Parodier, signaler, ljudeffekter m.m.
  - Yäa Parodier och imitationer
    - Yäaa Parodier
    - Yäab Imitationer

  - Yäb Akustiska demonstrationer och experiment
  - Yäc Signaler
    - Yäca Militära signaler
    - Yäcb Jaktsignaler
    - Yäcc Paussignaler

  - Yäd Signaturer
    - Yäda Artistsignaturer och orkestersignaturer
    - Yädb Programsignaturer

  - Yäe Ljudeffekter
  - Yäk Bakgrundsmusik
- Yö Övrigt
  - Yöa Årstidscykeln
    - Yöaj Julmusik

  - Yöb Livscykeln
    - Yöbb Bröllopsmusik
    - Yöbs Sorgemusik och begravningsmusik

  - Yöc Cirkusmusik
  - Yög Gatumusik
  - Yöm Militärmusik